# Algèbre de Hecke d'un groupe localement compact
En mathématiques, une algèbre de Hecke d'un groupe localement compact est une algèbre de mesures bi-invariantes munie de la convolution.

## Définition
Soit (G, K) un couple constitué d'un groupe topologique localement compact unimodulaire G et d'un sous-groupe fermé K de G. Alors l'espace des fonctions continues à support compact et K-invariantes à gauche et à droite
C[K\G/K]
peut être muni d'une structure d'algèbre associative grâce à l'opération de convolution. Cette algèbre est notée
H(G//K)
et est appelée l'anneau de Hecke de la paire (G,K). Si l'on part d'une paire de Gelfand, l'algèbre ainsi construite se trouve être commutative.

## Exemples

### SL(2)
En particulier, cela se produit lorsque
G = SLn(Qp) et K = SLn(Zp) ;
les représentations de l'anneau de Hecke commutatif correspondant ont été étudiées par Ian G. Macdonald.

### GL(2)
Par ailleurs, dans le cas
G = GL2(Q) et K = GL2(Z),
on voit apparaître l'algèbre de Hecke classique, qui est l'anneau commutatif des opérateurs de Hecke définis dans la théorie des formes modulaires.

### Iwahori
On obtient l'algèbre d'Iwahori-Hecke d'un groupe de Weyl fini lorsque G est un groupe de Chevalley fini sur un corps fini avec pk éléments, et B est son sous-groupe de Borel. Iwahori a montré que l'anneau de Hecke
H(G//B)
est obtenu à partir de l'algèbre de Hecke générique Hq du groupe de Weyl W de G en spécialisant l'indéterminé q de cette dernière algèbre à pk, le cardinal du corps fini. George Lusztig a remarqué en 1984 :
« Je pense qu'il serait tout à fait approprié de l'appeler l'algèbre d'Iwahori mais le nom d'anneau (ou algèbre) de Hecke donné par Iwahori lui-même est en usage depuis près de vingt ans et il est probablement trop tard pour le changer maintenant. »
« I think it would be most appropriate to call it the Iwahori algebra, but the name Hecke ring (or algebra) given by Iwahori himself has been in use for almost 20 years and it is probably too late to change it now. »
Iwahori et Matsumoto (1965) ont considéré le cas où G est le groupe des points d'un groupe algébrique réductif sur un corps local non archimédien F, par exemple Qp, et K est ce qu'on appelle maintenant un sous-groupe d'Iwahori de G. L'anneau de Hecke ainsi défini est isomorphe à l'algèbre de Hecke du groupe de Weyl affine de G, c'est-à-dire à l'algèbre de Hecke affine, où l'indéterminée q a été spécialisée au cardinal du corps résiduel de F.